# کیکاووس دوم
کیکاووس دوم با نام عزالدین کیکاووس پسر کیخسرو دوم یکی از سلاطین سلجوقیان روم بین سال‌های ۱۲۴۶ تا ۱۲۵۷ بود. او فرزند ارشد کیخسرو دوم بود.